# Sierra Kidd
Sierra Kidd (* 23. September 1996 in Emden als Manuel Marc Jungclaussen), auch bekannt als Kidd und Pain, ist ein deutscher Rapper, der bis Januar 2015 bei der Plattenfirma Indipendenza unter Vertrag stand. Danach gründete er sein derzeitiges Label TeamFuckSleep. Sein Rapstil orientiert sich teilweise am Trap aus den Vereinigten Staaten. Er benutzt seit 2015 häufig Auto-Tune als Stilmittel.

## Leben

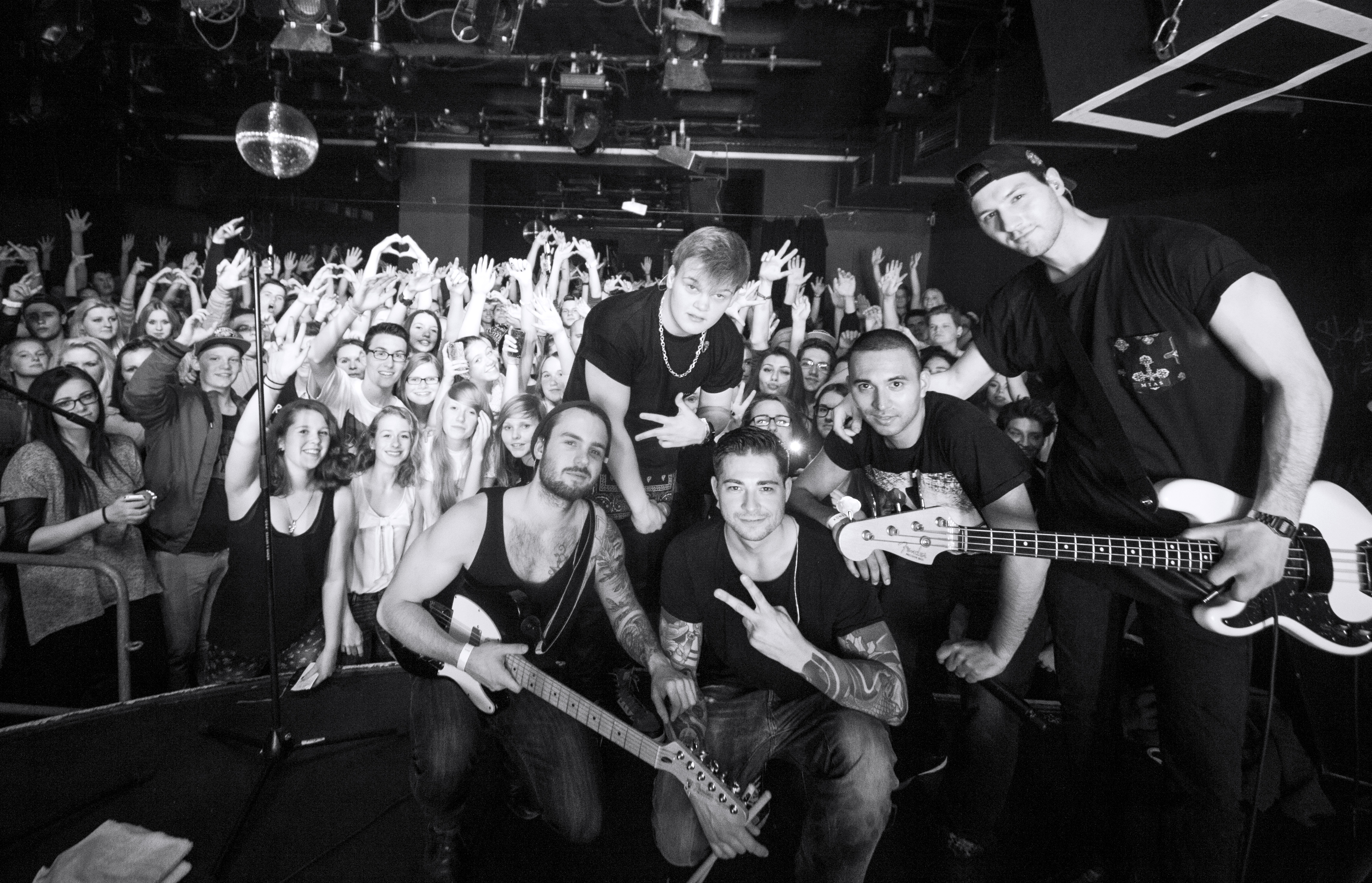
Sierra Kidd (Mitte, stehend) im Magnet Club Berlin (2014)

Manuel Marc Jungclaussen trat anfangs unter dem Künstlernamen Zwille auf und veröffentlichte darunter diverse Freetracks, die EP Stadtlichter und das Mixtape Ich wollte schon immer etwas von Nicki Minaj.
Am 16. Januar 2013 lud er mit Kopfvilla sein erstes Video unter dem Künstlernamen Sierra Kidd auf YouTube hoch. Über Facebook wurde er bei Lesern von Internetmagazinen bekannt, sowie bei Musikern wie Vega, RAF Camora oder Chakuza. Am 28. Juni 2013 wurde er beim Label Indipendenza unter Vertrag genommen.
Am 20. Dezember 2013 veröffentlichte er seine erste offizielle EP Kopfvilla, das Platz 43 der deutschen Singlecharts erreichte. Sein erstes Studioalbum Nirgendwer erschien am 4. Juli 2014 und erreichte Platz 6 der deutschen Charts. Zeitgleich mit Nirgendwer erschien seine EP Kopfvilla 2.0, welche nur in der limitierten Fan Edition des Studioalbums zu erhalten war.
Beim Bundesvision Song Contest 2014 startete er mit dem Lied 20.000 Rosen für Niedersachsen und belegte den dreizehnten Platz.
Nach Nirgendwer veröffentlichte er 2014 das Mixtape Kidd of Rap: Kill It, welches ausschließlich online zum kostenlosen Download zur Verfügung stand.
2015 trennte er sich von Indipendenza und gründete sein eigenes Label TeamFuckSleep. Nach dem Veröffentlichen mehrerer Freetracks erschien das Album FSOD, (für Fuck Sleep Or Die). Es erreichte Platz 8 der deutschen iTunes-Charts. Am 28. Oktober 2016 folgte seine EP B4FUNERAL, deren Beats er vollständig selbst produzierte.
2017 kam er mit neuer Musik, einem neuen Stil und einem neuen Image zurück. Das Album Rest In Peace erschien am 9. Juni 2017 und erreichte Platz 8 der deutschen Charts. Zeitgleich mit Rest In Peace erschienen als Boxbeigaben seine EPs Sierra Kidd & Friends, Sierra Kidd Live und Bando.
Nach dem Veröffentlichen weiterer Freetracks, brachte er das 2017 Mixtape Days Before Real Life auf den Markt, welches aus mehreren Freetracks besteht, die er vorher auf YouTube hochgeladen hatte, sowie das Mixtape FS Mansion (für FuckSleep Mansion) als Aftershowmixtape zur Rest In Peace Tour 2017.
Anfang 2018 kündigte er eine weitere EP namens Facetats & Heartsbreaks an und veröffentlichte davon insgesamt drei Titel, inklusive kompletter Titelliste, auf YouTube. Kurze Zeit später hat er diese Videos jedoch wieder gelöscht und somit auch die Veröffentlichung der EP abgesagt. Am 7. Dezember 2018 erschien die EP Real Life, bestehend aus sechs Titeln des ursprünglichen Albums Real Life.
Am 13. Oktober 2018 veröffentlichten er und Cheriimoya den Track Living Life, In The Night. Der Track gewann insbesondere rund vier Jahre später über Kurzvideo-Plattformen wie TikTok international an Popularität und wurde bis August 2025 über 453 Millionen Mal auf Spotify gestreamt. Damit ist er der meistgestreamte Track der beiden Künstler.
Sein nächstes Studioalbum TFS (für TeamFuckSleep) erreichte 2019 Platz 5 der deutschen Charts. Es ist ein tiefgründiges Album, welches, laut eigener Aussage, sein persönlichstes Werk bisher darstellt. Das Album beinhaltet unter anderem seine Depressionen und Angstattacken, mit denen er zu kämpfen hatte. 2020 erschien das rein digital erhältliche Studioalbum 600 Tage, dieses Album erreichte Platz 75 der deutschen Albumcharts.

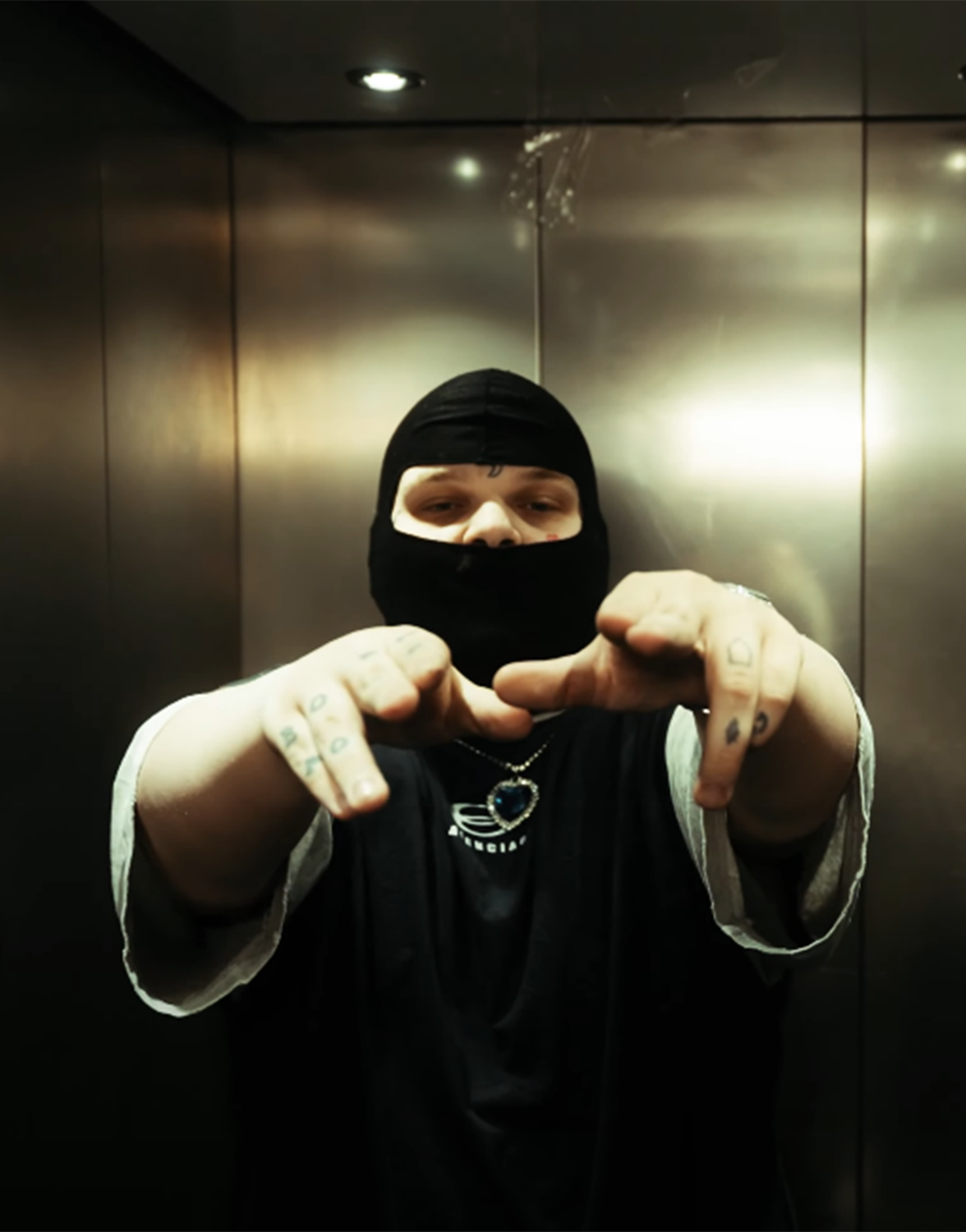
Sierra Kidd (2022)

Sierra Kidds zehntes Album Naosu erschien am 1. April 2021. Mit diesem erreichte er am 9. April 2021 zum ersten Mal in seiner Karriere die Spitzenposition der deutschen Albumcharts.
Am 31. März 2022 erschien sein nächstes Album Fucksleep Forever, das unter anderem Features von Cheriimoya, Dondon und Edo Saiya enthält. Das Album erreichte Platz 21 der deutschen Albumcharts.
Im November 2022 verstarb Sierra Kidds jüngerer Bruder durch Suizid. Er verschob daraufhin die Veröffentlichung seines zwölften Albums Made In Pain, das schließlich am 30. Dezember 2022 erschien. Das Album wurde unter anderem während seines Klinikaufenthalts in einem selbstgebauten Studio aufgenommen und von ihm unter dem Pseudonym BigBoiDior größtenteils selbst produziert. Inhaltlich behandelt es seinen persönlichen Wandel und seine Selbstfindung während der Therapie. Mit der Veröffentlichung kündigte er an, sich künftig zunächst ausschließlich auf englischsprachige Musik konzentrieren zu wollen.
In einem inzwischen gelöschten Tweet gab Sierra Kidd am 8. August 2023 bekannt, fortan unter dem Namen Pain aufzutreten. Als Pain veröffentlichte er in den folgenden Monaten unter anderem die englischsprachigen Alben Trust Issues: The Saddest Nightclub und Lamborghini In The Rain Pain.
Ein Jahr nach dem Tod seines Bruders verstarb seine Mutter unerwartet an den Folgen eines Herzinfarkts. Daraufhin begab er sich aufgrund starken Suizidgedanken erneut in stationäre Behandlung.
Am 23. Februar 2024 erschien die Single Pain VS Sierra Kidd, in der er erstmals wieder deutschsprachig unter dem Namen Sierra Kidd auftrat. In dem Track verarbeitet er den Tod seiner Familienmitglieder, psychische Belastungen sowie seine Entscheidung, künftig auf Englisch zu rappen.
Nach über einem Jahr Pause, in dem er überwiegend nur als Featuregast auftrat, erschien am 9. Mai 2025 seine Comeback-Single Thousand Yard Stare. Gleichzeitig kündigte er sein zwölftes Album Stille Wasser an, das am 18. Juli 2025 veröffentlicht wurde.

## Krankheit
Sierra Kidd leidet seit Januar 2018 an einer generalisierten Angststörung und wurde unter anderem mit PTSD und schweren Depressionen diagnostiziert. Dies behandelt er auf seinem Studioalbum TFS und vor allem auf dem Titel Januar 2018.

## Label
Nach seiner Trennung von dem Label Indipendenza im Jahre 2015 gründete er am 25. Januar desselben Jahres sein eigenes Label TeamFuckSleep. Er will dort laut eigener Aussage keine Künstler unter Vertrag nehmen, sondern mit TeamFuckSleep lediglich kleinere Künstler fördern. Laut eigener Aussage ist das Label mittlerweile ein Management und es gibt Verträge mit Künstlern.

### Offizielle Künstler
- Sierra Kidd
- Dondon

### Geförderte Künstler
- Cheriimoya (Label: Cheriimoya)
- Dondon (Label: Teamfucksleep)
- Edo Saiya (Label: recordJet bzw. x6, früher Edo Saiya)
- Felikz (Label: Gangganggang, anfangs: GGG, früher Resistans)
- Gunboi (Label: Gunworld)
- Jalle (Label: Gangganggang, anfangs: GGG)
- Kid Cairo (Label: recordJet, anfangs Ferenc Pall und Frosty Fam)
- Kidnfinity (Label: recordJet bzw. 4thefam, anfangs FAM, AMB, Kidnfinity und Infini Music, GC)
- Kynda Gray (Label: Division, anfangs Kynda Gray und Tillweod)
- Mena (Label: Correctlane, früher Lonely Hearts Club)
- Puzzle (Label: Puzzle)

## Diskografie

### Studioalben
- 2014: Nirgendwer
- 2015: FSOD
- 2017: Rest In Peace
- 2019: TFS
- 2020: 600 Tage
- 2021: Naosu
- 2022: No Such Thing As a Sky (als Pain)
- 2022: Made in Pain
- 2023: Made in Pain (The Fucksleep Experience)
- 2023: Trust Issues: The Saddest Nightclub (als Pain)
- 2023: Lamborghini In The Rain Pain (als Pain)
- 2025: Stille Wasser

### Mixtapes
- 2012: Ich wollte schon immer etwas von Nicki Minaj (als Zwille)
- 2014: Kidd of Rap: Kill It
- 2017: FS Mansion
- 2017: Days Before Real Life
- 2022: Fucksleep Forever (Sampler)

### EPs
- 2011: Stadtlichter (als Zwille)
- 2013: Kopfvilla
- 2014: Kopfvilla 2.0
- 2016: B4Funeral
- 2017: Bando
- 2018: Real Life
- 2023: Keep it to yourself
- 2023: Der Norden gehört dem Norden

### Singles
- 2013: Signal
- 2014: Knicklicht
- 2014: 20.000 Rosen
- 2015: Flucht
- 2017: Bis ins Grab
- 2018: Schon wieder high
- 2018: Ich bin down und die Welt schaut zu
- 2018: Different Stages
- 2018: Check (feat. Felikz)
- 2018: Broad Day
- 2018: Orbit
- 2018: Real Life
- 2018: Auto in der Bucht
- 2018: Living Life, in the Night
- 2019: Sorry Not Sorry
- 2019: NWD
- 2020: Blessings
- 2020: Falte die Hände
- 2020: Gott
- 2020: Fucksleepseason
- 2020: Location[40]
- 2020: Palmen[40]
- 2020: Big Boi
- 2020: Money machen[41]
- 2021: Weiter
- 2021: Safira
- 2021: Wann hört der Schmerz auf
- 2021: Shame
- 2021: Sterne nach Haus (feat. Dondon)
- 2021: Fünf nach vier (#16 der deutschen Single-Trend-Charts am 29. Oktober 2021[42])
- 2021: Mehr als die anderen (feat. Prinz Pi & Theo Junior)
- 2022: Alle von unten
- 2022: Racecar (feat. Edo Saiya & Yung Rvider)
- 2022: Niemals (feat. Cheriimoya)
- 2022: Einzige Chance
- 2022: Sike!
- 2022: Bella Madonna
- 2022: Geld macht Respekt
- 2022: Rückenwind (feat. O’Bros)
- 2022: Too Far (feat. Bexey)
- 2022: Danke Freestyle
- 2023: first of the first
- 2023: back for more
- 2023: It gets dark before it gets sweet
- 2023: Ride or die
- 2023: Trap Lullabies (feat. Cheriimoya)
- 2023: Trap House Traumata
- 2023: Motion
- 2023: Ha Ha Ha!
- 2023: Yeye (als Pain)
- 2023: Get A Cold (als Pain feat. Dro Kenji)
- 2023: You Know (als Pain)
- 2023: I'm Dead I'm Asleep (als Pain)
- 2023: Flash My Chains (als Pain)
- 2024: Pain VS Sierra Kidd
- 2024: Holy Father (als Pain)
- 2025: Thousand Yard Stare
- 2025: Stille Wasser
- 2025: Connect Connect
- 2025: BOX ME IN / PCH (feat. Sofi de la Torre)

### Freetracks
- 2012: Snapback (feat. Jake Jones)
- 2013: Alles Okay
- 2013: Besser als Du
- 2013: Jugend
- 2013: Pause
- 2013: Rosalilapink
- 2013: Vintage
- 2014: Niemand
- 2015: Bando (Remix)
- 2015: Fucksleep (feat. Puzzle)
- 2015: Mountain Dew Code Red
- 2016: 4Play
- 2016: Bombae
- 2016: Droge
- 2016: Power
- 2016: Schlange (feat. Planemo)
- 2016: Tapedeck
- 2016: Three Stripes (als Scottie)
- 2017: Bis ins Grab
- 2017: Bitte ruf mich an wenn du wach wirst
- 2017: F*ckboi
- 2017: Friends
- 2017: Issa Freestyle (feat. Mena)
- 2017: Keine Problems (feat. Spinning 9)
- 2017: Kidd Kidd
- 2017: Krone
- 2017: Mele7
- 2017: Messer
- 2017: Real Life Soon (feat. Felikz)
- 2017: Sensibel
- 2017: Strip (feat. Jalle)
- 2018: Bitte lieb mich bis in den Tod
- 2018: Day One
- 2018: Meld dich wenn du klarkommst
- 2018: Weint man mir nach wenn ich geh?
- 2018: Wenn du mich willst
- 2022: Ich dachte wir lieben uns
- 2022: Unbeeindruckt
- 2022: Dunks
- 2022: RRound Here (Demoversion)
- 2022: I’m Getting Money Hardbody
- 2023: Early Morning
- 2023: Numb the Pain
- 2023: Dontplayw/me
- 2023: Pull Up
- 2023: Too Up

### Gastbeiträge
- 2012: Jake Jones – Kein Stress (feat. Sierra Kidd)
- 2013: RAF 3.0 – Einmal Star & zurück (feat. Sierra Kidd)
- 2013: RAF 3.0 – Freunde (Remix) (feat. Sierra Kidd)
- 2013: RAF Camora, Vega, Sierra Kidd, Joshi Mizu, Time & Bosca – Sie wollen das auch
- 2014: Joshi Mizu – Nicht mein Problem (feat. Sierra Kidd)
- 2014: Chakuza & RAF Camora – Sag ihnen (feat. Sierra Kidd & Joshi Mizu) [Bonus-Track]
- 2014: Kayef – Tochter des Teufels (feat. Sierra Kidd)
- 2015: Money Boy – Glo Gang Team Fuck Sleep (feat. Sierra Kidd)
- 2015: Teamfucksleep – Lord
- 2015: Kynda Gray – Panzerglas (feat. Sierra Kidd)
- 2015: Sierra Kidd & Jake Jones – Tagträumen
- 2016: Hustensaft Jüngling – Auf Mir (feat. Sierra Kidd)
- 2016: Kynda Gray – Draußen
- 2016: The Ji & Young Hoodhustla – Geld fließt (feat. Sierra Kidd)
- 2016: Kynda Gray – Juckt (feat. Sierra Kidd)
- 2016: Mena – Lonely Hearts Club (feat. Yen Junge & Sierra Kidd)
- 2016: Why Sl Know Plug – Looser (feat. Sierra Kidd)
- 2016: Mena – Mula (feat. Sierra Kidd)
- 2016: Oliver Francis – Patron (feat. Sierra Kidd)
- 2016: Jalle & Felikz – Poltergeist (feat. Sierra Kidd)
- 2016: Slim Finn – Ready For Action (feat. Sierra Kidd)
- 2016: Puzzle – Sehen / Sucht (feat. Sierra Kidd)
- 2016: Slim Finn – Swag Jungle (feat. Sierra Kidd & Young Something)
- 2017: Spinning 9 – Aus der Zone (feat. Sierra Kidd)
- 2017: Danju – Better Milk (feat. Guzfather, Gunboi & Sierra Kidd)
- 2017: Gunboi – First One Done (feat. Sierra Kidd)
- 2017: Ashby & Sierra Kidd – Gals
- 2017: Jalle & Felikz – Gang Gang (feat. Sierra Kidd)
- 2017: Jalle – Handyklingeln
- 2017: Jalle – Ja vielleicht
- 2017: Eko Fresh – Kein Limit (feat. Olexesh, Massiv, Sierra Kidd & DCVDNS & Friend)
- 2017: KEZ – Keznation (feat. Sierra Kidd)
- 2017: Juicy Gay – Level (feat. Sierra Kidd & Wal De Mar)
- 2017: TJ_beastboy & Mary Man – Mag ja sein... (feat. Sierra Kidd)
- 2017: Jalle – Minutentakt
- 2017: Mena – Money
- 2017: KDM Shey & Juicy Gay – Pusht mich (feat. Sierra Kidd)
- 2017: Infinit – Reise ohne Ziel (feat. Sierra Kidd)
- 2017: Infinit – Reise ohne Ziel (feat. Sierra Kidd) [Club Remix]
- 2017: Felikz, Jalle & Sierra Kidd – Saucy
- 2017: Famous Dex & Sierra Kidd – Set a Trend
- 2017: Jalle – Sportplatz
- 2017: Spinning 9 & Sierra Kidd – Trouble
- 2017: Jalle – Vertrauen
- 2018: Edo Saiya – Beans (feat. Sierra Kidd)
- 2018: Kidnfinity & Sierra Kidd – Bye
- 2018: Felikz – Coupe (feat. Sierra Kidd)
- 2018: Mike Singer – Galaxie (feat. Sierra Kidd)
- 2018: Gunboi – Holy Moly (feat. Sierra Kidd)
- 2018: Freezy – Ich komme niemals in den Himmel (feat. Sierra Kidd)
- 2018: Cheriimoya & Sierra Kidd – Living Life, In The Night
- 2018: Mena – Money (feat. Sierra Kidd) [Remix]
- 2018: Jalle & Sierra Kidd – On Lock
- 2018: Jalle – Rock Right Now (feat. Sierra Kidd & Freezy)
- 2018: Ind1go – Tic Tac (feat. Sierra Kidd & Brown-Eyes White Boy)
- 2018: Greeny – Spüre nix (feat. Sierra Kidd)
- 2019: Danju – Aufstehen muss ich sowieso (feat. Sierra Kidd)
- 2019: Yung Rvider & Sierra Kidd – Dollars For Ages
- 2019: Genetikk & Sierra Kidd – Flieg ins All
- 2019: Genetikk, Sierra Kidd & Yung Gold – Goat
- 2019: Finity – Loki (feat. Sierra Kidd)
- 2019: Tiavo – Tapir (feat. Sierra Kidd)
- 2019: Jalle & Sierra Kidd – Y3
- 2020: Sierra Kidd & Yun Mufasa – Kidd Cartier
- 2020: Tiavo & Sierra Kidd – Fern von mir
- 2020: Fler – Dreamer (feat. Sierra Kidd)
- 2020: KEZ – Wunden (feat. Sierra Kidd)
- 2020: Edo Saiya – Herbst (feat. Sierra Kidd)
- 2021: Kool Savas – AMG Rmx (feat. Alies, MoTrip, Sierra Kidd, Edo Saiya, Celo & Abdi, Kelvyn Colt)
- 2021: Nessi – Perspektive (feat. Sierra Kidd)
- 2022: Noah – Rockstar (feat. Sierra Kidd)
- 2022: Freezy – Ok (feat. Sierra Kidd)
- 2022: Fler – Dämonen (feat. Sierra Kidd)
- 2022: Cheriimoya – Tables Turn (Rheingold Soundtrack) (feat. Sierra Kidd)
- 2022: Yung Rvider – Nightsky (feat. Sierra Kidd)
- 2022: Jay Jiggy – Eclipse (feat. Sierra Kidd & Gabuu)
- 2022: Smoothie215 – Komm vorbei (feat Sierra Kidd)
- 2023: Cheriimoaya – Bad Karma (feat. Sierra Kidd & Slatt Zy)
- 2023: Prinz Pi – ADHS (feat. Sierra Kidd)
- 2023: 6IAS – Corner (feat. Sierra Kidd)
- 2023: Freezy TFS – Sechzehn (feat. Sierra Kidd)
- 2023: Jalle – Sksk (feat. Sierra Kidd)
- 2023: Chayn – Gutter (feat. Sierra Kidd)
- 2024: Edo Saiya – buch (feat. Sierra Kidd)
- 2024: YUNG RVIDER – Aura (feat. Sierra Kidd)
- 2024: Tomka – Hurricane (feat. Sierra Kidd)
- 2025: consent2k & Sierra Kidd – SHAME - OG (2021)
- 2025: absent – millies (feat. Sierra Kidd)

## Auszeichnungen für Musikverkäufe
| Goldene Schallplatte - Polen - 2023: für die Single Living Life, in the Night |

Anmerkung: Auszeichnungen in Ländern aus den Charttabellen bzw. Chartboxen sind in ebendiesen zu finden.
| Land/RegionAuszeichnungen für Musikverkäufe (Land/Region, Auszeichnungen, Verkäufe, Quellen) | Gold     | Platin | Verkäufe | Quellen           |
| -------------------------------------------------------------------------------------------- | -------- | ------ | -------- | ----------------- |
| Deutschland (BVMI)                                                                           | Gold1    | —      | 200.000  | musikindustrie.de |
| Polen (ZPAV)                                                                                 | Gold1    | —      | 25.000   | olis.pl           |
| Insgesamt                                                                                    | 2× Gold2 | —      |          |                   |